# Di Nü Hua
|  | Aquest article tracta sobre l'òpera cantonesa. Si cerqueu la princesa, vegeu «Princesa Changping». |

Di Nü Hua és una llegenda xinesa sobre la Princesa Changping de la Dinastia Ming i el seu 'amant' Zhou Xian.

## Adaptacions
La llegenda va ser adaptada en una òpera cantonesa del dramaturg Tang Ti-sheng, va ser inicialment representada al Teatre Lee el 7 de juny del 1957. Les actrius Yam Kim-fai i Bak Sheut-sin fent el papers principal de l'òpera de la dècada del 1950.
En el 1975, l'obra va ser adaptada en una pel·lícula titulada la Princesa Chang Ping, dirigida per John Woo i protagonitzada per the Chor Fung Ming (Young Phoenix) Cantonese Opera Troupe amb Leung Sing Bor i Lang Chi Bak.
En el 1979, l'ATV de Hong Kong va adaptar el drama en una sèrie de televisió titulada Princesa Cheung Ping (武侠帝女花), en una configuració wuxia. Va ser protagonitzada per Damian Lau, Michelle Yim i David Chiang.
En el 2003, el TVB de Hong Kong va produir Perir en el Nom de l'Amor, una sèrie de televisió basada de forma en l'obra original. Charmaine Sheh i Steven Ma van ser els protagonistes principals.